# Zbigniew Wóycicki
Zbigniew Czesław  Wóycicki (ur. 11 czerwca 1902 w Zakopanem, 2 kwietnia 1928 tamże) – polski porucznik i narciarz, olimpijczyk w patrolu wojskowym.
Był jednym z założycieli sekcji narciarskiej i członkiem zarządu swojego klubu Wisła Zakopane. Uznawany za najlepszego narciarza Wojska Polskiego po wygraniu szeregu wojskowych imprez biegowych. Lider olimpijskiej drużyny narodowej wojskowego patrolu na Zimowych Igrzyskach Olimpijskich w 1924 i 1928 roku. W 1924 roku był najmłodszym uczestnikiem. Zmarł dwa miesiące po igrzyskach olimpijskich w swoim rodzinnym Zakopanem po wycięciu wyrostka robaczkowego.

## Występy na IO
| Rok  | Igrzyska Olimpijskie | Konkurencja                                      | Wyniki               |
| 1924 | Chamonix             | Patrol wojskowy                                  | drużyna wycofała się |
| 1928 | Sankt Moritz         | patrol wojskowy (na tych IO dyscyplina pokazowa) | 7. miejsce           |

## Ordery i odznaczenia
- Srebrny Krzyż Zasługi (pośmiertnie, 10 listopada 1928)[3]